# Kościół ewangelicko-augsburski Ducha Świętego w Orzeszu
Kościół ewangelicko-augsburski Ducha Świętego – ewangelicko-augsburski kościół parafialny należący do diecezji katowickiej. Znajduje się w Orzeszu, w województwie śląskim.
Obecna świątynia została wzniesiona dzięki środkom fundacji Katarzyny Hegenscheidt z Zawiści. Poświęcona została w dniu 13 maja 1913 roku. Pierwsze powojenne nabożeństwo zostało w niej odprawione w dniu 15 lipca 1945 roku - z udziałem stu trzydziestu członków zboru przez księdza Jana Karpeckiego. W 1950 roku została przebudowana ambona świątyni, natomiast wnętrze zostało wymalowane według projektu artysty E. Biszorskiego ze Skoczowa. W 1961 roku zostały sprowadzone trzy dzwony z dawnych świątyń luterańskich w Ząbkowicach Śląskich, Srebrnej Górze na Dolnym Śląsku i Poznaniu, zamiast oryginalnych dzwonów zarekwirowanych w 1942 roku. W niedzielę, w dniu 31 stycznia 1983 roku Ksiądz Senior Rudolf Pastucha poświęcił nowy ołtarz, ambonę i prezbiterium wykonane z marmuru. W 1984 roku został ukończony remont kościoła, wnętrze zostało wymalowane, a w tzw. starej "marowni" została urządzona kaplica przedpogrzebową. W latach 1992 i 1993 zostało założone gazowe centralne ogrzewanie świątyni (wcześniej było węglowe), zostały wymienione dach i rynny oraz został przeprowadzony kapitalny remont wieży świątyni.